# 11 Гончих Псов
11 Гончих Псов (лат. 11 Canum Venaticorum), HD 111421 — одиночная звезда в созвездии Гончих Псов на расстоянии приблизительно 484 световых лет (около 148 парсек) от Солнца. Визуальная звёздная величина звезды — +6,275m.

## Характеристики
11 Гончих Псов — белая Am-звезда спектрального класса kA6hA7VmF3, или A3, или A5-F2, или A6m, или A7V. Масса — около 2,61 солнечной, радиус — около 3,9 солнечного, светимость — около 50,119 солнечной. Эффективная температура — около 8056 K.

## Планетная система
В 2019 году учёными, анализирующими данные проектов Hipparcos и Gaia, у звезды обнаружена планета HIP 62516 b.